# Recco
Recco – miejscowość i gmina we Włoszech, w regionie Liguria, w prowincji Genua.
Według danych na rok 2004 gminę zamieszkiwało 10 175 osób, 1130,6 os./km².